# Museo de Bomberos de Talca
El Museo Bomberil Benito Riquelme, conocido también como Museo de Bomberos de Talca y Museo Bomberil de Talca, es un museo ubicado en la comuna chilena de Talca, Región del Maule. Pertenece al Cuerpo de Bomberos de la comuna y se ubica al interior de su Cuartel General. Fue inaugurado el 13 de abril de 1958, lo que lo convierte en el museo de Bomberos más antiguo de Chile. 
Su misión es resguardar y difundir el patrimonio bomberil de Talca.

## Historia
El museo fue ideado por el bombero y cronista talquino Benito Riquelme, miembro honorario del cuerpo de Bomberos de Talca. Fue inaugurado el 13 de abril de 1958 en las dependencias del cuartel general de bomberos de la comuna.
Su existencia fue antecedida por "la exposición retrospectiva", la cual también tenía por finalidad mantener y exponer artículos históricos de los bomberos de Talca. Esta se realizaba en el mismo cuartel.

## Descripción
El museo cuenta con dos grandes secciones, las cuales realizan un recorrido por la historia de los bomberos de Talca. Uno de estos cuenta con diversas máquinas antiguas utilizadas por el cuerpo talquino, destacando la presencia de una de las primeras bombas a palanca de Chile, la cual llegó a Chile en 1838 y fue vendida al naciente cuerpo bomberil de Talca en 1870.
La otra sección cuenta con diversos elementos relevantes de la historia de los bomberos en Talca, como uniformes, fotografías, estandartes, recortes de periódicos, elementos de seguridad utilizados por los miembros de bomberos en la antigüedad, etc. Cuenta además con bustos y cuadros pintados de algunos miembros destacables, entre ellos el fundador Víctor Silva y el primer mártir Alberto Contreras.
Cabe destacar que el museo ha ido creciendo en base a la donación de elementos, siendo particularmente informal en ese aspecto, lo que ha provocado que no cuente con inventario ni otros elementos propios de la museografía.

## Edificio
El museo se encuentra al interior del Cuartel General del Cuerpo de Bomberos de Talca, inaugurado el 18 de octubre de 1940.